# Елена Санчес (водне поло)
Елена Санчес (ісп. Elena Sánchez, 20 жовтня 1994) — іспанська ватерполістка.
Призерка Олімпійських Ігор 2020 року.
Призерка Чемпіонату світу з водних видів спорту 2019 року.